# هارفي سي بارنوم، الابن
هارفي سي بارنوم، الابن (بالإنجليزية: Harvey C. Barnum Jr.)‏ (و. 1940 – م) هو ضابط من الولايات المتحدة الأمريكية . ولد في كونيتيكت .
وهو عضو في الحزب الجمهوري .

## الخدمة العسكرية
خدم في قوات مشاة بحرية الولايات المتحدة.

## جوائز وترشيحات
حصل على جوائز منها:
- ميدالية النجمة البرونزية
- وسام "العمل الشجاع في الحرب الوطنية العظمى 1941-1945
- ميدالية الشرف
- Purple Heart
- وسام الاستحقاق.